# 저녁 (식사)

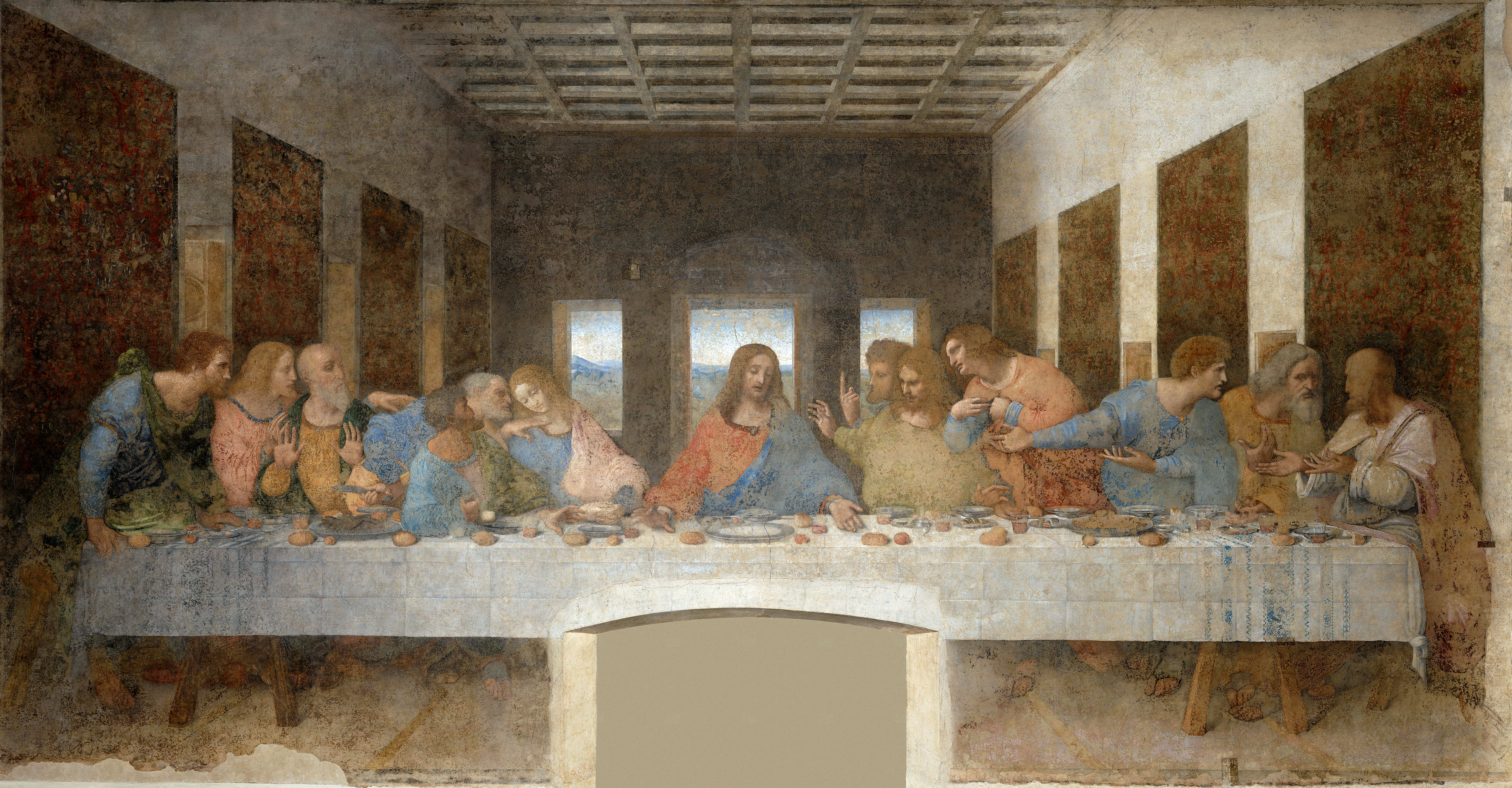

저녁, 저녁밥, 또는 저녁 식사( - 食事, 영어: supper)는 저녁에 끼니로 먹는 식사이다. 만식(晩食), 만찬(晩餐), 석반(夕飯), 석식(夕食), 석찬(夕餐)으로도 부른다.

## 같이 보기
- 아침 (식사)
- 점심
- 야식